# Horst Bredemeier
Horst Bredemeier (* 31. März 1952 in Minden) ist ein deutscher Handballfunktionär und ehemaliger Handballtrainer sowie Handballspieler.

## Spieler
Bredemeier war als Spieler in der Oberligamannschaft von Grün-Weiß Dankersen aktiv.

## Trainer
Während der Saison 1978/79 löste er bei Grün-Weiß Dankersen den Kroaten Vinko Dekaris als Trainer ab und war der bis dahin jüngste Vereinstrainer der Bundesliga. Am Ende der Saison stand mit dem DHB-Pokalsieg auch gleich einen ersten großen Erfolg. Nach der Saison 1980/81 stieg er mit GWD jedoch in 2. Bundesliga ab. Nach dem direkten Wiederaufstieg wechselte Bredemeier zum Zweitligisten TBV Lemgo und verabschiedete sich nach nur einer Saison ebenfalls mit dem Aufstieg. Er schloss sich Zweitligist TuRU Düsseldorf an, mit dem er ebenfalls auf Anhieb in die Bundesliga aufstieg. Somit war es Bredemeier gelungen, in drei aufeinanderfolgenden Spielzeiten mit drei verschiedenen Vereinen in die Bundesliga aufzusteigen. Da mit Düsseldorf dann auch noch ein beachtlicher sechster Platz in der Bundesliga heraussprang, wurde Bredemeier 1985 zum ersten Mal zu Deutschlands Handball-Trainer des Jahres gekürt.
1989 gelang Bredemeier mit einem kleinen Spielerkader der größte Erfolg als Trainer, als er mit TuRU Düsseldorf den IHF-Europapokal im letzten deutsch-deutschen Handballduell auf internationaler Vereinsebene gewinnen konnte.
Von 1982 bis 1989 war er zudem Trainer der deutschen Juniorennationalmannschaft. Im März 1989 wurde er Bundestrainer des Deutschen Handballbundes (DHB) für die Handballnationalmannschaft der Männer und blieb es bis zum August 1992. Im Februar 1990 betreute er die Auswahl der BRD in der Begegnung mit der DDR (17:22), die als erstes frei abgemachtes Länderspiel der beiden deutschen Staaten als „sporthistorischer Höhepunkt“ bezeichnet wurde. Als Bundestrainer wurde Bredemeier drei weitere Male (1989–1991) zu Deutschlands Trainer des Jahres gewählt. Nach dem Ende der DDR baute er gemeinsam mit Klaus Langhoff eine Nationalmannschaft aus ost- und westdeutschen Spielern auf. Nach einem enttäuschenden zehnten Platz bei den olympischen Spielen 1992 in Barcelona trat er jedoch zurück. Dass er als Bundestrainer aufhören würde, kündigte Bredemeier bereits während der Olympischen Spiele an. Im Januar 1993 wurde Bredemeier Sportdirektor beim Bundesligisten TuRu Düsseldorf.
Als langjähriger Manager der Bundesligamannschaft in seiner Heimatstadt Minden beendete er 2017 seine Funktionärslaufbahn und wurde anschließend als Berater im Umfeld des Vereins tätig.

## Funktionär
Nach 1992 war er als Manager und Berater mehrerer Bundesligavereine sowie als Fernseh-Co-Kommentator tätig. Innerhalb des Deutschen Handballbundes hatte er von 2002 bis 2013 die Obhut über den Leistungssport Handball und war ehrenamtlich als Vizepräsident des Deutschen Handballbundes für Leistungssport tätig. Zudem ist er seit 1997 Manager und war zwischen 2006 und 2024 Erster Vorsitzender seines Heimatvereins GWD Minden.

## Privates
Horst Bredemeier war Postbeamter, ist geschieden und Vater von drei Kindern.

## Kritik
Im April 2007 geriet er in öffentliche Kritik, da die Vergabe der Ticket-Vermarktungsrechte für die Handball-WM 2007 an ein Schweizer Unternehmen erfolgte, dessen Präsident eng mit Bredemeier befreundet ist. Das Unternehmen verkaufte die für 300.000 € erworbenen Rechte nur wenige Tage später für 1,5 Millionen € weiter.
Bredemeier äußerte hierzu, er sei in diesen Vorgang nicht eingebunden gewesen.

## Erfolge als Trainer
- 1 × deutscher Pokalsieger: 1979 mit TSV Grün-Weiß Dankersen
- 1 × IHF-Pokalsieger: 1989 mit TuRU Düsseldorf
- 3 × Aufstieg in die Bundesliga: 1982 mit TSV Grün-Weiß Dankersen, 1983 mit TBV Lemgo und 1984 mit TuRU Düsseldorf
- 4 × Deutschlands Trainer des Jahres: 1985, 1989, 1990 und 1991